# Salazaria
Salazaria es un género de la familia de las lamiáceas. Llamado así en honor del astrónomo mexicano Jose Salazar y Larregui. La única especie del género es Salazaria mexicana.

## Descripción
Es  un arbusto redondeado, por lo general alcanza un tamaño de 50 a 100 cm de altura, a veces más grande. Los tallos forman un patrón de difusión rígido, con las puntas con frecuencia que se vuelven hacia el interior. Las hojas son pequeñas, de 3-15 mm de largo y 8.2 mm, ovadas a elípticas, enteras, y con un muy corto o inexistente pecíolo. Las flores de 2 labios se desarrollan en pares de espaldas la una de la otra, el labio superior es de color blanco y peludo, mientras que el labio inferior es de tres lóbulos y de color violeta oscuro intenso.

## Distribución y hábitat
Estos arbustos ocupan una gran variedad de hábitats en su gama, incluyendo pistas de grava o arena, matorrales y bosques, a menudo crecen mezclados con otros arbustos. La gama se extiende desde las laderas orientales de la Sierra Nevada y los desiertos de California, al este de Texas y el sur en México. Son relativamente comunes, aunque tanto el follaje como las flores son escasas, el patrón característico de forma redondeada hace que sean fáciles de ver desde la distancia